# Résolution 340 du Conseil de sécurité des Nations unies
Membres permanents
- Chine
- États-Unis
- France
- Royaume-Uni
- URSS

Membres non permanents
- Australie
- Autriche
- Guinée
- Indonésie
- Inde
- Kenya
- Panama
- Pérou
- Soudan
- Yougoslavie

Résolution no 339 Résolution no 341
La résolution 340 du Conseil de sécurité des Nations unies est adoptée à 14 voix contre zéro lors de la 1 750e séance du Conseil de sécurité des Nations unies le 25 octobre 1973, pendant la guerre du Yom Kippour. Elle a été adoptée après que le Conseil de sécurité ait été informé de l'échec apparent des résolutions 338 et 339 du Conseil de sécurité des Nations unies à mettre fin aux combats.
Dans la résolution 340, le Conseil a exigé que les parties belligérantes cessent le feu immédiatement et complètement, et retournent aux positions qu'elles occupaient à 16h50 GMT le 22 octobre 1973.
Le Conseil a également
- A demandé au secrétaire général d'augmenter le nombre d'observateurs militaires des Nations unies des deux côtés des lignes de cessez-le-feu.
- Mise en place d'une force d'urgence des Nations unies composée de personnel provenant des États membres de l'ONU, à l'exception des membres permanents du Conseil de sécurité.
- A demandé au secrétaire général de faire rapport dans les 24 heures sur ces deux dispositions.
- A demandé au Secrétaire général de faire rapport en permanence sur la mise en œuvre de cette résolution, ainsi que des résolutions 338 et 339, et a demandé à tous les États membres de coopérer pleinement à la mise en œuvre de ces résolutions.

La résolution a été adoptée par 14 voix contre zéro. La république populaire de Chine n'a pas voté ou s'est formellement abstenue.

### Sources
- (en) Cet article est partiellement ou en totalité issu de l’article de Wikipédia en anglais intitulé « United Nations Security Council Resolution 340 » (voir la liste des auteurs).

### Texte
- Résolution 340 sur fr.wikisource.org
- Résolution 340 sur en.wikisource.org